# Kuća Zamberlin (Hektorović) u Visu
Kuća Zamberlin (Hektorović) u gradiću Visu, Vladimira Nazora 7/9, zaštićeno kulturno dobro.

## Opis dobra
Kuća Zamberlin izgrađena je u 17. stoljeću u obalnom nizu na predjelu Govea između Luke i Kuta u Visu. Izvorno katnica u 19. stoljeću nadograđena je drugim katom. S ulične strane kroz monumentalni portal u dvorišnom zidu prilazi se dvorištu. Odatle dvokrako vanjsko stubište vodi u jednom smjeru na balkon prvog kata i prostor za stanovanje, a u drugom se spušta do gospodarskog dvorišta i pristaništa uz more. U zidnoj niši na istočnom pročelju uzidan je bunar. U prizemlju su široka vrata konobe, a na prvom katu balkon na tri profilirane kamene konzole. Na sjevernom pročelju prema moru u prizemlju su vrata konobe, a na prvom i drugom katu po tri prozora. U dvorištu je gospodarska prizemnica.

## Zaštita
Pod oznakom Z-6246 zavedena je kao nepokretno kulturno dobro - pojedinačno, pravna statusa zaštićena kulturnog dobra, klasificirano kao "stambene građevine".